# Mihai Răzvan Ungureanu
Mihai Răzvan Ungureanu (n. 22 septembrie 1968, Iași) este un istoric, diplomat și politician român, fost director al Serviciului de Informații Externe al României între anii 2007-2012 și 2015-2016, iar între anii 2004-2007 a fost ministru de externe al României. A fost cel de-al 62-lea prim-ministru al Guvernului României între 9 februarie 2012 și 7 mai 2012. Ungureanu este profesor la Facultatea de Istorie a Universității din București.

## Viața personală
Mihai Răzvan Ungureanu se trage dintr-o familie de intelectuali din Iași. Este fiul lui Ștefan Ungureanu, fost profesor universitar de programare a proceselor chimice tehnologice la Universitatea Politehnica din Iași, fost viceprimar al municipiului Iași (1996-2000) și mai apoi director la Agenția Locală de Conservare a Energiei..
Este căsătorit cu Daniela Ungureanu și are un copil.

## Educația
A urmat studiile Liceului de matematică-fizică "Costache Negruzzi" din Iași pe care l-a absolvit ca sef de promoție în anul 1987. Din 1985 și până la Revoluția din 1989 a fost membru supleant în Comitetul Central al Uniunii Tineretului Comunist dar declară că nu a fost membru al Partidului Comunist Român.
În 1988 a devenit student al Facultății de Istorie-Filozofie din cadrul Universității "Al. I. Cuza" din Iași, unde a deținut pozițiile de membru al Senatului Universității (1990-1992) și de Secretar Executiv al Asociației Internaționale a Studenților în Istorie, Budapesta - Bruxelles (1990-1993).
În 1993 a susținut masteratul în Studii Ebraice la Centrul Oxford pentru Studii Ebraice din cadrul colegiului St. Cross al Universității Oxford, iar la 24 martie 2004 a obținut un doctorat în istorie modernă la Facultatea de Istorie a Universității „Alexandru Ioan Cuza” din Iași, cu o teză cu tema „Convertirea și integrare în societatea românească la începutul epocii moderne”, avându-l ca îndrumător științific pe profesorul Alexandru Zub.
Vorbește fluent limbile engleză, franceză, germană și ebraică și la nivel satisfăcător limba maghiară.

## Cariera profesională
Înainte de 1989, Mihai Răzvan Ungureanu a fost și jurnalist, semnând articole în Opinia Studențească.

### Activitate didactică
După absolvirea Facultății în anul 1992, Mihai Răzvan Ungureanu a devenit pentru o scurtă perioadă profesor la Liceul de Filologie-Istorie "Mihai Eminescu" din Iași. Din același an, este angajat drept cadru didactic universitar de istoria modernă a României la Facultatea de Istorie a Universității „Al. I. Cuza“ din Iași, deținând pe rând următoarele grade didactice: preparator (1992-1995), asistent (1995-1998), lector (1998-2004) și apoi conferențiar (2004-2006). În anul 2007, devine profesor universitar de istoria modernă a României la Facultatea de Istorie a Universității din București.
În paralel cu activitatea didactică, conf. dr. Mihai Răzvan Ungureanu a desfășurat și o bogată activitate științifică, fiind membru al Societății Române de Heraldică, Sigilografie și Genealogie a Academiei Române, filiala Iași (din 1993), membru al board-ului științific al Fundației Soroș pentru o Societate Deschisă, Iași - București (1996-1998), director al Centrului de Studii Românești din Iași al Fundației Culturale Române (1996-1999), membru al European Association for Jewish Studies din Oxford, Marea Britanie (din 1997), Senior Fellow al Oxford Centre for Jewish and Hebrew Studies, St. Cross College, University of Oxford, Marea Britanie (din 1998), membru al Consiliului Institutului de Studii Genealogice și Heraldică "Sever Zotta" din Iași (din 1998) etc.
În perioada 1998-2000, a deținut și funcția de membru al Consiliului Național al Reformei Învățământului din cadrul Ministerului Educației Naționale. Din anul 2004, conduce, în calitate de director, Centrul de Studii Iudaice din cadrul Facultății de Istorie a Universității "Al. I. Cuza" din Iași.
Mihai-Răzvan Ungureanu a susținut cursuri la o serie de instituții de învățământ superior din țară și de peste hotare: profesor invitat (în germană: Gast Wissenschaftler) la Departamentul de Istorie Europeană, Universitatea Albert-Ludwig din Freiburg im Breisgau, Germania (1993-1997), profesor asociat la Școala de Studii Slavone și Est-Europene, Universitatea din Londra, Marea Britanie (1996-1998), lector la Școala NATO (SHAPE) din Oberammergau, Germania (din 2001), lector asociat la Școala Națională de Studii Politice și Administrative din București (din 2002), lector la Centrul de Studii de Securitate "George C. Marshall" din Garmisch-Partenkirchen, Germania (din 2003). De asemenea, din anul 2005, este și profesor asociat la Universitatea Națională de Apărare.
Din anul 2007 este profesor la Facultatea de Istorie a Universității din București.

### Activitatea diplomatică
În perioada 1998-2001, Mihai-Răzvan Ungureanu a îndeplinit funcția de secretar de stat în Ministerul Afacerilor Externe. Apoi, este numit în funcția de director general – emisar special al Pactului de Stabilitate pentru Europa de Sud-Est (2001-2003) și coordonator-adjunct al Inițiativei de Cooperare Sud-Est Europeană (SECI) (2003-2004), ambele cu sediul la Viena.
În paralel cu aceste atribuții, a fost ales ca Președinte al Institutului Român pentru Studii Strategice din București (din 2001), membru al board-ului administrativ al New Europe College din București (din 2002) și membru al board-ului științific al Centrului pentru Politici de Securitate din Szeged, Ungaria (din 2003). Mihai Răzvan Ungureanu deține gradul diplomatic de Ministru consilier (din 2003).

### Director al SIE
La data de 26 noiembrie 2007 președintele României, Traian Băsescu a înaintat Parlamentului propunerea de numire a lui Mihai Răzvan Ungureanu în funcția de director al Serviciului de Informații Externe, rămasă vacantă din martie 2007, în urma demisiei lui Claudiu Săftoiu datorată aceluiași scandal al ostaticilor români în Irak.
În 5 decembrie 2007 Camerele reunite ale Parlamentului au validat numirea lui Răzvan Ungureanu la conducerea Serviciului de Informații Externe, cu 295 de voturi pentru (dintr-un număr de 318 parlamentari prezenți).
În 24 iunie 2015 Klaus Johannis, președintele României, l-a nominalizat a doua oară pentru funcția de director al Serviciului de Informații Externe, rămasă vacantă din 22 septembrie 2014, în urma demisiei lui Teodor Meleșcanu, cauzată de  participarea acestuia la alegerile prezidențiale. La dat de 30 iunie 2015, Mihai Răzvan Ungureanu a fost numit șef al SIE în urma votului din Parlament.

## Cariera politică

### În Partidul Național Liberal
În anul 2004, s-a înscris în Partidul Național Liberal.
Mihai-Răzvan Ungureanu a fost numit în funcția de Ministru al Afacerilor Externe la data de 29 decembrie 2004, în Guvernul Tăriceanu.
El a demisionat din funcția de ministru de externe în data de 4 februarie 2007, la două zile după ce premierul Călin Popescu Tăriceanu i-a cerut să-și prezinte demisia, în urma situației create de reținerea a doi muncitori români (Nelu Ilie și Adrian Gâncean) în Irak. Cazul românilor arestați în Irak a fost dezvăluit în premieră în cotidianul ”Evenimentul zilei” de către jurnalistul Liviu Iolu. Cei doi muncitori, care lucrau la o bază militară americană în calitate de subcontractori, fuseseră acuzați de spionaj, deoarece au făcut fotografii fără aprobare în interiorul bazei. Premierul a invocat în cererea de demisie adresată lui Ungureanu că el a aflat din presă, după trei luni, de arestarea în Irak a muncitorilor români, în timp ce președintele Băsescu fusese informat, la câteva zile după arestare.
Mihai Răzvan Ungureanu a recunoscut că nu l-a informat pe primul ministru cu privire la situația celor doi muncitori români arestați în Irak, întrucât s-a considerat că problema cădea exclusiv în sarcina Ministerului, fiind un caz de intervenție consulară. El a declarat că i-a raportat situația președintelui Traian Băsescu, care era singurul în drept să decidă, în virtutea subordonării instituționale, dacă aceștia erau o problemă consulară sau de altă factură.
El a afirmat că decizia de a renunța la portofoliu este un gest de onoare, deși își susține punctul de vedere anterior.
„Răspunsul meu nu poate fi decât unul singur, este un răspuns de onoare, unul prin care îmi asum orice fel de vină și de responsabilitate, validată sau nu.”—Mihai Răzvan Ungureanu
Într-un interviu acordat ziarului Jurnalul Național, premierul Călin Popescu Tăriceanu a declarat că intenționează să îi propună lui Mihai Răzvan Ungureanu să fie cap de listă la alegerile pentru Parlamentul European. „Vreau să spun public că Mihai Răzvan Ungureanu a reprezentat cu cinste Partidul Național Liberal, este un om în care am încredere și a dat dovadă de verticalitate morală, asumându-și vina pentru greșeala ministerului din subordine. O să vedeți cum în perioada următoare Mihai Răzvan Ungureanu își va continua cariera politică. Mă gândesc să-i propun o responsabilitate în cadrul partidului, aceea de a conduce lista PNL pentru alegerile pentru PE”, a declarat premierul.
Pe 19 februarie 2007, la două săptămâni după demisia lui Ungureanu, Partidul Național Liberal a înaintat președintelui propunerea de revocare din funcția de ministru de externe a lui Mihai-Răzvan Ungureanu și numirea în acest post a senatorului Adrian Cioroianu.
Deși conform art. 6 și 8.1 din Legea 90/2001, președintele României, la propunerea primului ministru, trebuia să ia act de încetarea calității de membru al Guvernului și să declare vacantă funcția de ministru în maximum 15 zile de la data depunerii demisiei, președintele Traian Băsescu a semnat decretul de eliberare din funcție a lui Mihai-Răzvan Ungureanu, abia la 12 martie 2007. Cu toate acestea, președintele a refuzat să-l numească pe Adrian Cioroianu în funcția de ministru. 
La 14 martie 2007, Mihai Răzvan Ungureanu a prezentat într-o conferință de presă, bilanțul activității sale de doi ani în fruntea Ministerului Afacerilor Externe. El a apreciat că, în timpul mandatului său, politica externă a României s-a transformat dintr-o "diplomație a camuflajului la una a sincerității, de la o diplomație a tăcerii la o voce clară, puternică".
Printre punctele subliniate în bilanțul prezentat de Ungureanu pentru cei doi ani în care a fost ministru de externe, menționăm următoarele:
- Numirile de ambasadori pe criterii politice au fost foarte puține și "nici din partea președintelui, nici din partea premierului nu a existat o presiune politică referitoare la numiri". El a afirmat că a preferat să propună pentru posturile de ambasadori rămase vacante diplomați de carieră sau persoane provenind din mediul academic.

- În decursul mandatului său, s-a reușit întinerirea personalului diplomatic. La momentul demisiei sale, 40 % dintre angajații MAE aveau între 25 și 35 de ani, în timp ce în anul 2004 proporția acestei grupe de vârstă era de 25 la sută.

- El a considerat că una dintre cele mai mari reușite a politicii externe românești a fost că regiunea Mării Negre a devenit temă a politicii de vecinătate a UE și obiectul unei strategii americane speciale.

- S-a imprimat un curs "stabil, previzibil și de încredere" în dialogul politic cu Republica Moldova. El a propus deschiderea a două consulate românești la Cahul și Bălți, președintele Băsescu obținând într-o vizită la Chișinău la mijlocul lunii ianuarie 2007, acceptul omologului său moldovean, Vladimir Voronin, de a înființa cele două consulate temporare românești.

- S-au făcut eforturi pentru a ajunge la "relații clare, destinse" cu Ucraina, care nu au împiedicat însă România să aibă "o voce puternică" în diferendele cu Kievul legate de Insula Șerpilor și Canalul Bîstroe.

- Îmbogățirea experienței Ministerului de Externe prin rezolvarea problemelor legate de criza ostaticilor din Irak, de repatrierea românilor din Liban, care au reprezentat situații imprevizibile și noi.

- Pentru prima oară după 1948 Ministerul de Externe s-a dotat cu proprietăți, obținând dreptul de administrare asupra unui teren de 14.000 de metri pătrați, situat în vecinătatea Clubului Diplomatic, teren pe care se intenționează construirea unui nou sediu MAE. De asemenea, se intenționează construirea a două blocuri de locuințe de serviciu pentru personalul MAE. [16]

- Horia-Roman Patapievici, directorul ICR, a declarat că Mihai Răzvan Ungureanu a avut un rol esențial în transformarea Institutului într-un "instrument eficient de promovare a culturii române"; fără contribuția sa, "reforma de personal rămînea moartă". [17]

La data de 21 martie 2007, premierul Călin Popescu Tăriceanu a prezentat un comunicat de presă al Guvernului României, în care a declarat că va prelua, pentru un timp limitat, cu titlu interimar, responsabilitățile ministrului de externe, până când se va rezolva starea de blocaj din Ministerul Afacerilor Externe. 
După demisia de la conducerea Ministerului Afacerilor Externe, Ungureanu s-a reîntors la funcția deținută înainte de a fi ministru, aceea de coordonator adjunct la Inițiativa de Cooperare în Sud-Estul Europei (SECI), cu sediul la Viena (martie - decembrie 2007).
În 2007, Ungureanu a ieșit din PNL.

### Independent
După 2007, Ungureanu a avut o atitudine relativ pasivă în politică, îndeplinind funcția de director al SIE.

### Prim ministru al Guvernului României
În urma demisiei guvernului Emil Boc, președintele României, Traian Băsescu, după consultări cu partidele politice parlamentare l-a desemnat drept prim-ministru și l-a însărcinat cu formarea unui nou cabinet de miniștri.

### Moțiunea de neîncredere contra guvernului
În urma succesului moțiunii de cenzură parlamentară depusă de USL, guvernul condus de Mihai Răzvan Ungureanu a fost demis. Adoptarea moțiunii de cenzură s-a realizat cu 235 de voturi "pentru" și 9 "împotrivă", patru voturi fiind anulate. Mihai Răzvan Ungureanu a fost prim-ministru român timp de 78 de zile.

### Fondarea ICCD
După mandatul său de premier, Ungureanu a fondat Inițiativa Civică de Centru-Dreapta (ICCD), o organizație non-guvernamentală, care-și propune unirea tuturor forțelor de dreapta. Printre fondatorii ICCD, sunt și doi membri PDL, anume Monica Macovei și Cristian Preda. Ungureanu a devenit președintele noii platforme. El a vorbit despre o alianță electorală de dreapta, la care să participe PDL, PNR, PNȚCD și FCD.

### Partidul Forța Civică
În septembrie 2012, Ungureanu s-a înscris în partidul Forța Civică. El a candidat la președinția partidului, funcție în care a fost ales la 7 septembrie 2012. A alipit partidul la Alianța România Dreaptă (ARD), formată din PDL și PNȚCD.
De asemenea, a aplicat Forța Civică la Partidul Popular European (PPE), purtând discuții cu liderii partidelor membre și cu organizația centrală a organizației europene. După alegerile parlamentare din 2012, ARD s-a dizolvat. În martie 2013, Forța Civică și PNȚCD au reînființat Alianța Dreptate și Adevăr.

### Senator ARD de Arad
Ungureanu a câștigat un post de senator de Arad din partea ARD la alegerile parlamentare din 9 decembrie 2012. Inițial, fostul premier a luat mai puțin de 50% de voturi. Însă, a reușit să intre în Parlament prin redistribuire. . Printre obiectivele principale ale proaspătului senator s-au numărat transformarea Aradului în Capitala Culturală Europeană, titlu pentru care orașul va candida în anul 2021. Împreuna cu primarul Gheorghe Falcă, Ungureanu a pus bazele unui proiect ambițios de dezvoltare a orașului, incluzând reabilitarea Cetății din Arad.

### Revenirea în PNL
În luna iulie a anului 2014, Partidul Forța Civică al lui Mihai Răzvan Ungureanu a decis să fuzioneze prin absorbție cu PDL. În aceste condiții, Ungureanu devenea prim-vicepreședintele PDL. În luna noiembrie, după alegerile prezidențiale, Alianța Creștin Liberală formată din PNL și PDL a fost desființată, iar cele două partide s-au unit într-un singur partid, numit PNL. Astfel, după multe negocieri și fuziuni, Mihai Răzvan Ungureanu a revenit în PNL.

### Consilier al președintelui Klaus Iohannis
După caștigarea alegerilor din 16 noiembrie 2014, Klaus Iohannis a devenit la 21 decembrie 2014 președintele României. La 29 decembrie 2014, Mihai Răzvan Ungureanu este numit consilier personal al președintelui Klaus Iohannis.

## Activitatea publicistică
Mihai-Răzvan Ungureanu a deținut funcții de redactor sau redactor-șef la o serie de reviste istorice dintre care menționăm:
- redactor șef la revista „Dialog“ a Universității "Al. I. Cuza", din Iași (1988-1992);
- redactor la "Arhivă genealogică", editată de Academia Română, București (din 1993);
- redactor la "Revue des Etudes Roumaines", editată de către Fundația Regală Carol II - Academia Română, Paris - București (din 1994);
- redactor la "Revista de istorie socială" a Universității "Al. I. Cuza" din Iași (din 1996).
- Din anul 1998 este coordonator al colecției Historia a Editurii Polirom, Iași - București.

El a publicat peste 80 articole științifice. Dintre cărțile sale menționăm următoarele:
- Documente statistice privitoare la orașul Iași (1755–1828), 2 vol. (Iași, 1997) - în colaborare cu prof. dr. Ioan Caproșu;
- Marea Arhondologie a boierilor Moldovei (Iași, 1998);
- Convertire și integrare în societatea românească la începutul epocii moderne (Iași, 2004);
- Rumänien [România] - în colaborare cu Thede Kahl și Michael Metzeltin (LIT: Wien, Münster, 2006), ISBN 3-8258-0069-5.

## Conflicte
În iulie 2014, Mihai Răzvan-Ungureanu și Președintele Traian Băsescu au fost protagoniștii unei dispute la nivel declarativ, în care și-au adresat critici acide.
Tot în iulie 2014, Ungureanu și președintele PMP, Elena Udrea, au avut o dispută, purtată în cadrul platformei de bloguri a ziarului „Adevărul”.

## Premii și distincții obținute
Pentru activitatea sa din domeniul culturii și diplomației, Mihai Răzvan Ungureanu a primit următoarele premii și distincții:
- 1992 - Premiul Național al Revistei “22”, București
- 1996-1997 - Premiul “Felix Posen” al Universității Ebraice din Ierusalim, Israel
- 1997-1998 - Premiul “Felix Posen” al Universității Ebraice din Ierusalim, Israel
- 1998 - Premiul “Vasile Pogor” pentru cercetările științifice privitoare la istoria orașului Iași, decernat de Primăria Municipiului Iași
- 1999 - Premiul “Corneliu Coposu” al Organizației de Tineret a PNȚCD pentru activitatea diplomatică în cadrul Ministerului Afacerilor Externe
- 2000 - Premiul “Dimitrie Onciul” al Fundației Culturale “Magazin Istoric” pentru editarea lucrării Relațiile româno-sovietice. Documente 1917-1934, vol. I, București, 1999 (în colaborare cu Ministerul Afacerilor Externe al Federației Ruse);
- 2000 - Mare Ofițer al Ordinului Național "Pentru Merit", România [28];
- 2000 - Comandor clasa I al Ordinului Regal Dannebrog, Danemarca;
- 2004 - Premiile Academiei Române - Premiul Mihail Kogălniceanu pentru lucrarea Convertire și integrare în societatea românească la începutul epocii moderne (Iași, 2004);
- 2007 - Meritul Diplomatic în Grad de Mare Ofițer, România.